# 第1集 (雙峰)
“第1集”，又名“Traces to Nowhere”，是美国悬疑电视剧《雙峰》第一季的第二集。本集由该剧的创作者大卫·林奇和馬克·佛洛斯特共同编写，由杜威尼·鄧漢执导。“第1集”有该剧的常驻演员凯尔·麦克拉克伦、麥可·安特金和理查德·贝梅尔出演。
“第1集”延续了该剧主要情节线——学生劳拉·帕尔默（雪柔·李饰）谋杀案的调查，联邦调查局特工戴尔·库珀（麦克拉克伦饰）询问了与受害者有关的几名嫌疑人。该集在首播时有大约1490万户家庭收看，占据了当时可收看观众的四分之一以上。自首播以来，该集收到了评论家的积极评价。

## 剧情

### 背景
华盛顿州的小镇双峰镇的平靜生活因学生劳拉·帕尔默（雪柔·李饰）的谋杀和她的同学朗内特·普拉斯基（菲比·奧古斯汀饰）的谋杀未遂而被打破。联邦调查局特工戴尔·库珀（凯尔·麦克拉克伦饰）已经来到这个城镇进行调查，最初的怀疑集中在帕尔默的男友博比·布里格斯（戴納·艾希布魯克饰）和另一名男友詹姆斯·赫尔利（占士·馬素饰）身上。

### 故事
库珀在大北方酒店享用早餐，品味着一杯“非常棒的咖啡”，而奥德丽·霍恩（雪琳·芬饰）向他介绍自己，并开始与他调情。他前往治安官办公室，在那里与杜鲁门治安官（麥可·安特金饰）讨论当天的计划。他们去找了给帕尔默进行尸检的海沃德医生（沃倫·弗羅斯特饰），得知劳拉在死去的那天晚上至少与三名男子发生过性关系。
女招待谢莉·约翰逊（麥德辰·艾米克饰）准备去上班，此时喜欢虐待她的丈夫利奥（艾瑞克·迪雷饰）要求她多洗点衣服。她在利奥的衣服中发现了一件带有血迹的衬衫，趁他沒注意将其藏起。不過，他后来还是意识到衣服不见了。当她晚上回家时，他询问她知不知道衬衫的下落，并用包在袜子里的肥皂残忍地殴打了她。
库珀就一段录像找赫尔利问话，录像中有劳拉和唐娜·海沃德（勞拉·弗林·博伊爾饰）；赫尔利否认他在录像拍摄当天在场，但库珀注意到录像中有他摩托车的倒影。库珀质问赫尔利有关他与帕尔默暗地里的恋情，以及她是否有吸食可卡因的习惯。赫尔利承认在帕尔默死去的那天晚上见过她，但否认谋杀她。詹姆斯的叔叔埃德·赫尔利（艾佛瑞特·麥克吉爾饰）来到治安官办公室接侄子。埃德告诉杜鲁门，他前一晚在镇里的路屋酒吧被下了药，他怀疑酒吧的酒保雅克·雷诺（沃爾特·奧爾凱維奇饰）是罪魁祸首。库珀接到同事艾伯特·罗森菲尔德的电话，他正在前来协助调查。与此同时，布里格斯和他的朋友迈克·纳尔逊（蓋瑞·哈許伯格饰）在监狱里讨论他们欠利奥的钱。他们本来要付给他的1万美元存放在帕尔默名下的保险箱里，但现在无法再取出。库珀后来释放了他们，并叮嘱他们不要接近詹姆斯·赫尔利。场景过渡到帕尔默在户外跳舞的VHS录像片段，停在她脸部的特写上，可以听到“救我”的声音。
乔茜·帕卡德（陈冲饰）和皮特·马特尔（傑克·南斯饰）讨论帕卡德与嫂子凯瑟琳·马特尔（派珀·劳瑞饰）之间的矛盾。杜鲁门和库珀来见帕卡德，她曾雇用帕尔默当她的英语老师。帕卡德承认早就感觉到帕尔默有所困扰，但无法提供进一步帮助；库珀察觉到杜鲁门与帕卡德之间存在感情。凯瑟琳打电话告诉帕卡德，她的锯木厂前一天亏损了8.7万美元；凯瑟琳与本杰明·霍恩（理查德·贝梅尔饰）有染，并与他恶意密谋接管锯木厂。同一天，海沃德去找了帕尔默的母亲萨拉（葛蕾斯·薩布麗斯基饰），想要安慰她。然而，萨拉看到房间角落里一名邪恶男子（法蘭克·席爾瓦饰），陷入恐慌。与此同时，劳拉的心理医生劳伦斯·雅各比（魯斯·譚柏林饰）听着她给他录制的录音带，玩弄着一半的金色心形项链，而另一半正是在犯罪现场找到的。